# Carlos Gallardo
Carlos Gallardo (Buenos Aires, 1944-2008) fue un artista plástico, pintor, fotógrafo, diseñador gráfico, escenógrafo y vestuarista argentino de proyección local e internacional.
Nacido en Buenos Aires, en 1984 recibió el Lápiz de Plata de la Bienal de Diseño Argentina del Teatro San Martín donde luego fue escenógrafo de Carmina Burana, El Mesías, La consagración de la primavera y Un tranvía llamado deseo.
Sus muestras principales fueron Kronos, Erratum, Un golpe a los libros y Close-Up y las series Vestigios, Theatrum mundi y Destiempos.
Expuso en la feria Art-Basel, París, Bruselas, Nueva York, Chicago, Miami, Montreal, Berlín, Bruselas, etc.
En el año 2010 se realizó una exhibición en homenaje en el MALBA.
Su muerte fue causada por un accidente automovilístico.
Su obra se encuentra en museos y colecciones públicas y privadas de Europa y América. En 2012 recibió un Diploma al Mérito post mortem de los Premios Konex por su trayectoria en las Artes Visuales.